# Tugimaantee 61
De Tugimaantee 61 is een secundaire weg in Estland. De weg loopt van Põlva naar Reola en is 37,1 kilometer lang. 